# رون إليشا
رون إليشا (بالإنجليزية: Ron Elisha)‏ هو كاتب للأطفال وكاتب أسترالي، ولد في 1951.